# Відкрите клінічне випробування
Відкрите клінічне випробування — тип клінічного випробування, за якого його учасиників не обмежують в інформації. Зокрема, і дослідники, і учасники випробування проінформовані щодо вводжуваних медикаментів. Цим відкрите клінічне випробування відрізняється від сліпого експерименту, учасники якого обмежені в інформації задля змешення рівня упередженості (небезсторонності).
Відкриті клінічні випробування проводять, щоб порівняти дві подібні схеми лікування та визначити найефективнішу з них. Вони також можуть бути рандомізованими контрольованими або ж неконтрольованими.